# Macropsis ibragimovi
Macropsis ibragimovi är en insektsart som beskrevs av Dubovsky 1966. Macropsis ibragimovi ingår i släktet Macropsis och familjen dvärgstritar. Inga underarter finns listade i Catalogue of Life.